# The Connection (1961)
The Connection aus dem Jahr 1961 ist der erste Spielfilm von Shirley Clarke. Er feierte seine Premiere auf dem Cannes Film Festival und gilt als eines der Hauptwerke des New American Cinema. Der Film basiert auf dem gleichnamigen Theaterstück von Jack Gelber, einer Off-Broadway-Produktion des Living Theatre. Der Filmtitel geht auf einen Slangausdruck für „Dealer“ zurück.

## Handlung
Zu Filmanfang wird eine Texttafel eingeblendet: Der Film basiere auf Material, das der Kameramann J. J. Burden zusammengestellt habe. Er habe für den nunmehr verschollenen Dokumentarfilmregisseur Jim Dunn gearbeitet.
In der ersten Szene stellt sich der Mieter des heruntergekommenen Lofts im New Yorker Greenwich Village vor, in dem der Film ausschließlich spielen wird: Der heroinabhängige Leach beherbergt in der Wohnung eine Gruppe von ebenfalls drogensüchtigen Männern. Alle zusammen warten auf einen Mann namens Cowboy, der sie mit Heroin versorgt. Die Loftbewohner werden vom eingangs erwähnten fiktiven Dokumentarfilmregisseur Jim Dunn und seinem ebenfalls fiktiven Kameramann J. J. Burden gefilmt. Es stellt sich heraus, dass Dunn den Junkies Geld für Drogen gegeben hat, damit sie sich von ihm filmen lassen. Der Regisseur bittet die Männer, ihm Anekdoten aus ihrem Leben zu erzählen und sich im Übrigen ganz natürlich zu benehmen, als ob das Filmteam nicht da sei.
Vier der Loftbewohner sind Jazzmusiker (gespielt von realen Jazzmusikern), die im Laufe des Films immer wieder eigene Musik spielen. Schließlich taucht Cowboy auf: Er ist ganz in Weiß gekleidet, trägt Sonnenbrille und bringt eine ältere Dame in Heilsarmee-Uniform mit. Den irritierten Loftbewohnern teilt Cowboy mit, dass er die Frau auf eine Tasse Tee eingeladen hat, um der Verfolgung durch Polizisten zu entgehen. Die Männer singen fromme Lieder mit der „Sister Salvation“ genannten Frau und behaupten ihr gegenüber, „Medizin“ einnehmen zu müssen, während sie nacheinander auf die Toilette verschwinden und sich das Heroin spritzen.
Cowboy fordert Jim Dunn auf, selbst von dem Heroin zu probieren. Der Regisseur lässt sich darauf ein, da es ihm falsch vorkommt, immer nur Beobachter zu sein. Er verschwindet für längere Zeit auf die Toilette, während sein Kameramann J. J. Burden weiterfilmt und „Sister Salvation“ die übrigen Männer vor Alkoholmissbrauch warnt. Es stellt sich bald heraus, dass die Frau ihre Uniform selbst genäht hat und nicht für die Heilsarmee sammelt, sondern für ihr eigenes Begräbnis. Nach ihrem Geständnis führt Cowboy sie wortlos aus dem Appartement, während die anderen Bewohner, sichtlich berauscht, weiter Musik machen. Jim Dunn hat die Toilette mittlerweile wieder verlassen und versucht, den Kameramann zu unterstützen. Er schultert seine Kamera und filmt ungeschickt herum, wobei ihn Burden immer wieder mit seiner Kamera aufnimmt. Die Loftbewohner philosophieren und reden drogeninduzierten Unsinn, einer popelt in der Nase, einmal schwenkt die Kamera über Bilder nackter Frauen in einem Herrenmagazin. Dunn wird wieder nüchterner und fordert die Männer auf, endlich etwas zu tun, was er filmen kann. Er turnt in abenteuerlichen Posen herum und unterbricht damit die Unterhaltungen der Männer. Er beschwert sich, dass „visuell nichts passiere“, woraufhin einer der Männer einen Hula-Hoop-Reifen herumwirft und einen Schwank erzählt. Die Kamera folgt erst dem Reifen, dann einer Kakerlake, die an der Wand entlangkrabbelt.
Dunn ist weiterhin unzufrieden und trägt Burden auf, Probeaufnahmen von Cowboy zu machen. Cowboy bricht vor der Kamera zunächst in einen theatralischen Wutanfall aus. Danach fragt er in gespielt unterwürfigem Tonfall mit Südstaaten-Slang, ob es so recht gewesen sei. Anschließend wird er scheinbar ungespielt zornig und droht, die Filmemacher aus dem Loft zu werfen. Einen Augenblick später fällt er wieder in die Rolle des coolen, unter Heroineinfluss stehenden Cowboy zurück. Es kommt zu einem Streit zwischen Cowboy und Leach, der behauptet, zu wenig Heroin bekommen zu haben. Cowboy gibt ihm mehr von der Droge, und während die Musiker wieder anfangen, Jazz zu spielen, setzt sich Leach eine weitere Spritze. Kurz darauf bricht er wegen der Überdosis zusammen. Die Jazzmusiker verlassen nun eilig die Wohnung und einer der anderen Bewohner schnupft übriggelassene Heroinreste weg. Cowboy und Solly tragen den delirierenden Leach auf ein Bett, an dessen Fußende sich der apathische Jim Dunn niedergelassen hat. Leach schläft schließlich ein, und die anderen fangen wieder an, herumzuphilosophieren. Plötzlich klopft es an der Tür und ein Mann mit einem Koffer in der Hand betritt die Wohnung. Er geht wortlos zum Tisch und schließt den im Koffer befindlichen Plattenspieler an das Kabel der Zimmerlampe an. Jazzmusik ertönt. Jim Dunn, nun wieder bei Bewusstsein, blickt in die Kamera und sagt: „Jetzt ist alles vorbei. Es gehört jetzt alles dir.“

## Produktion, Vermarktung und Vertrieb
The Connection ist die Adaption des gleichnamigen Theaterstücks von Jack Gelber. Die 1959 von der Kompanie The Living Theatre uraufgeführte Off-Broadway-Produktion wurde von der Kritik als unkonventionell und neuartig gefeiert. Die Verfilmung des Stücks wurde Shirley Clarke angeboten, die damals eine der angesagtesten jungen Underground-Filmemacherinnen war. Sie nahm einige Änderungen vor, um aus dem Stück einen funktionierenden Film zu machen: So agieren die Darsteller nicht mehr auf der Theaterbühne, sondern in einer Wohnung. Während in der Theaterversion das Publikum in die Handlung miteinbezogen wird, agieren im Film die Kamera bzw. Kameramann und Regisseur als „teilnehmende Zuschauer“.
Clarke und ihr Koproduzent Lewis Allen finanzierten den Film durch Beteiligungen von Kleinanlegern. Das war in den USA damals eine bei Theaterproduktionen gängige Praxis, beim Film war es nicht üblich. In einem Prospekt führten Clarke und Allen aus, dass es einen großen Markt für „einzigartige und andersartige“ Kinofilme gebe, die günstig realisiert werden könnten. Zu den rund 200 Investoren gehörte Norman Mailer, der 250 Dollar einsetzte. Schließlich ergab sich ein vergleichsweise geringes Budget von 177.000 Dollar, das Clarke nicht einmal ausschöpfte. Sie drehte den Film innerhalb von 20 Tagen. Es wurde mit Handkameras auf besonders lichtempfindlichem Schwarzweißfilm gedreht, dadurch entstanden teils körnige und verwackelte Bilder. Dies lässt The Connection wie ein Cinema-verité-Werk aussehen. Clarke übernahm fast die gesamte Besetzung des Theaterstücks in ihren Film.
Auf Betreiben des französischen Filmkritikerverbands und des Variety-Kritikers Gene Moskovitz wurde der Film im Frühjahr 1961 auf das Filmfestival von Cannes eingeladen und feierte dort Premiere. In Cannes wurden damals vorwiegend größere Studio-Produktionen gezeigt, das Screening eines günstig und unabhängig produzierten Newcomer-Werkes war eine Besonderheit. Clarke reiste in Begleitung einer Beatnik-Entourage an, zu der Allen Ginsberg, Gregory Corso und Peter Orlovsky gehörten. Schaulustige folgten den Beatniks auf den Straßen von Cannes, und obwohl nichts Spektakuläres passierte, wurden in der Presse Abenteuergeschichten über die unkonventionelle Truppe zum Besten gegeben. Clarkes Film wurde ein Festival-Hit. Im Folgejahr wurde in Cannes aufgrund dieses Erfolgs die Sektion „La Semaine de la Critique“ eingerichtet, in der seither Erstlingsfilme junger Talente vorgestellt werden.
In den USA erhielt der Film Aufführungsverbot, da die für New York zuständige Behörde an der häufigen Verwendung des Wortes „shit“ als Kraftausdruck und als Bezeichnung für Heroin Anstoß nahm. Außerdem sind im Film kurz Bilder von nackten Frauen zu sehen. Clarke prozessierte knapp ein Jahr lang gegen das Verbot. Während dieser Zeit genoss der Film weiteres Medienecho, er wurde u. a. von Bosley Crowther (der ihn später trotzdem in der New York Times verriss) als Beispiel für die notwendige Kunstfreiheit im Film angeführt. John F. Kennedy sah sich den Film in einer Privatvorführung an. US-amerikanische Kinos außerhalb von New York zeigten den Film auch nicht, da sie rechtliche Konsequenzen befürchteten. Schließlich feierte The Connection seine US-Premiere im Februar 1962 in Scottsdale, Arizona. Erst im November 1962 erlaubte das Oberste Gericht des Staates New York die öffentliche Aufführung. Der Film wurde nun US-weit gezeigt, lief in den Kinos jedoch immer nur kurze Zeit erfolgreich. Das Interesse ebbte schnell ab, wie Shirley Clarke selbst beobachtete: „Die Ergebnisse waren drei oder vier Tage lang gut. Die Leute hatten [von dem Film] gehört oder hatten darüber gelesen [...] [Aber] identifizieren konnten sie sich überhaupt nicht damit. Sie dachten: Diese dreckigen Figuren – das sind ja Penner.“ Laut Lauren Rabinovitz hatte The Connection durch den vorangegangenen Prozess und die damit zusammenhängende Kontroverse so ein Medienecho erzeugt, dass der Film die nun an ihn geknüpften Zuschauererwartungen nicht erfüllen konnte.
The Connection gilt seither jedoch als Geheimtipp für Cineasten und Jazzfans. 2012 wurde der Film mit Mitteln der UCLA restauriert. Im selben Jahr wurde er auf der Berlinale gezeigt. Bereits 1960 hatte das Freddie Reidd Quartet die Musik zum Film auf Schallplatte veröffentlicht. 2015 kam The Connection auf DVD und Blu-ray heraus.

## Rezeption
The Connection wurde nach der Erstaufführung in Cannes 1961 wegen seiner unkonventionellen Machart und der Behandlung von kontroversen Themen begeistert aufgenommen. Von europäischen Filmkritikern wurde er mit Werken von Godard und Antonioni verglichen.
Nach einer Privatvorführung 1961 schrieb der über 70-jährige Siegfried Kracauer A Few Notes on The Connection (Einige Notizen zu The Connection). Er hielt es für einen Fehler, den Film ausschließlich unter Junkies spielen zu lassen und kein Gegengewicht durch Szenen aus dem Alltagsleben normaler Menschen zu etablieren. Die Figur des Regisseurs bleibe blass, da nicht erklärt werde, warum Dunn ausgerechnet in der Wohnung der Drogensüchtigen drehe. Die Figuren, die sich nur im Appartement herumbewegten und dabei zu viel sprächen, wirkten langweilig, das Ganze erinnere ihn zu sehr ans Theater. Die Jazzmusik werde übertrieben vorgetragen. Außerdem werde unnötigerweise betont, dass Schwarze mit Drogen handelten und sie konsumierten.
Penelope Gilliatt bezeichnete 1961 in einer Sight & Sound-Kritik als brillant, wie Clarke die Kamera – im Film meist bedient von J. J. Burden – als greifbares Objekt und Identifikationsmöglichkeit für die Zuschauer einsetze. Dadurch stelle sich dem Kinopublikum die unangenehme Frage, warum es einer Gruppe von Drogenabhängigen hinterherspioniere. Clarke habe damit im Vergleich zur Theaterfassung besser herausgearbeitet, worauf es Autor Jack Gelber eigentlich angekommen sei.
Lauren Rabinovitz schrieb 1991, The Connection sei eine reflektierte Charakterisierung des Cinema verité, stelle diese Filmrichtung jedoch auch bloß. Der Film sehe aus wie eine Dokumentation, sei aber in Wirklichkeit ein Drama, in dem alles streng nach Drehbuch ablaufe, in dem Schauspieler agierten und das durch den Schnitt Spannung erhalte. Dass dieser gespielte Film wie Cinema verité wirke, solle das Scheitern des Stils zeigen. Zudem sieht Rabinovitz The Connection als eine der ersten öffentlichen Hinterfragungen des männlichen Blicks im Cinema verité.
Richard Brody von The New Yorker beschrieb The Connection 2015 als Meilenstein des US-amerikanischen Independent-Kinos und als einen der besten Jazzfilme. Die beteiligten Musiker zählten seiner Meinung nach zu den virtuosesten Instrumentalisten ihrer Zeit, noch dazu spielten sie im Film ihre eigene Musik. Brody erwähnte, dass der Filmtitel The Connection auf den Slangausdruck für „Dealer“ zurückgehe, aber auch andere Verbindungen bezeichne, wie die zwischen Filmemacherin und Darstellern und die zwischen Jazz und Drogen.
Der Filmdienst bezeichnet The Connection als eines der Hauptwerke des New American Cinema.

## Auszeichnung
1961: Bestes Erstlingswerk beim Locarno Film Festival